# Шулань
Шулань (кит. спр. 舒兰市, піньїнь: Shūlán Shì) — місто-повіт в східнокитайській провінції Цзілінь, складова міста Цзілінь.

## Географія
Шулань лежить на річці Сунгарі.

### Клімат
Місто знаходиться у зоні, котра характеризується вологим континентальним кліматом зі спекотним літом. Найтепліший місяць — липень із середньою температурою 22.4 °C (72.3 °F). Найхолодніший місяць — січень, із середньою температурою -18.1 °С (-0.6 °F).
| Клімат Шуланя           | Клімат Шуланя | Клімат Шуланя | Клімат Шуланя | Клімат Шуланя | Клімат Шуланя | Клімат Шуланя | Клімат Шуланя | Клімат Шуланя | Клімат Шуланя | Клімат Шуланя | Клімат Шуланя | Клімат Шуланя | Клімат Шуланя |
| Показник                | Січ.          | Лют.          | Бер.          | Квіт.         | Трав.         | Черв.         | Лип.          | Серп.         | Вер.          | Жовт.         | Лист.         | Груд.         | Рік           |
| Середня температура, °C | −18,1         | −14,6         | −4,3          | 6,4           | 14            | 19,3          | 22,4          | 21            | 14,2          | 5,8           | −4,8          | −14,2         | 3,9           |
| Норма опадів, мм        | 4.6           | 5.9           | 12.3          | 28            | 50.5          | 94.7          | 180.5         | 131.3         | 63.5          | 35.2          | 13.2          | 6             | 625.7         |
| Днів з опадами          | 6,2           | 5,9           | 6,2           | 8,5           | 11,4          | 13,9          | 16,5          | 14,6          | 11,3          | 8,5           | 6,9           | 6,9           | 116,8         |
| Вологість повітря, %    | 68.4          | 64.2          | 55            | 50.1          | 51.6          | 65.7          | 77.7          | 78.9          | 70.5          | 62.8          | 65.1          | 68.1          | 64.8          |
| ----------------------- | ------------- | ------------- | ------------- | ------------- | ------------- | ------------- | ------------- | ------------- | ------------- | ------------- | ------------- | ------------- | ------------- |
| Джерело: Weatherbase    |               |               |               |               |               |               |               |               |               |               |               |               |               |